# Gouget Noir

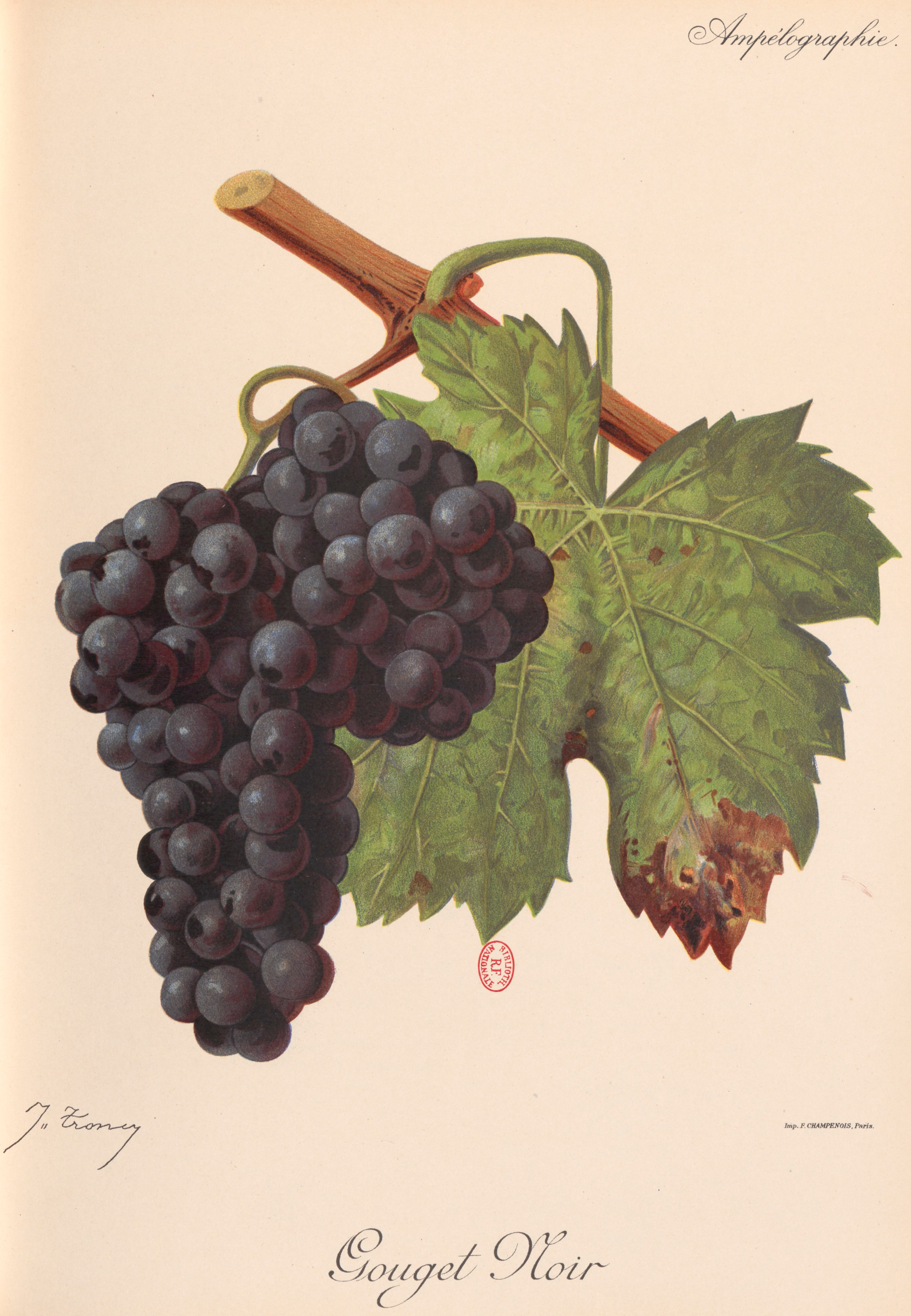
Gouget Noir im Buch von Viala & Vermorel

Gouget Noir ist eine Rotweinsorte. Sie stammt aus dem Arrondissement Montluçon in der Auvergne, Frankreich, wo sie früher verbreitet bei Domérat und Huriel angebaut wurde. In Frankreich wird sie heute nur noch in kleinen Beständen im Département Allier und an der Loire kultiviert. In Kanada sind ebenfalls kleine Anpflanzungen bekannt. Gouget Noir ergibt säurereiche, helle Rotweine von minderer Qualität.
Gouget Noir scheint näher mit der alten Rebsorte Gouais Blanc verwandt zu sein. Ein Synonym dieser weißen Sorte lautet Gouget Blanc.
Siehe auch die Artikel Weinbau in Frankreich und Weinbau in Kanada sowie die Liste von Rebsorten.

## Synonyme
Die Rebsorte Gouget Noir ist auch unter den Namen Gauget Noir, Gouge, Gouge Noir, Lyonnais, Moret, Neyrac, Neyrou und Petit Neyran bekannt.

## Ampelographische Sortenmerkmale
In der Ampelographie wird der Habitus folgendermaßen beschrieben:
- Die Triebspitze ist spinnwebig behaart und von gelblichgrüner Farbe. Die gelblichen Jungblätter sind ebenfalls spinnwebig behaart.
- Die mittelgroßen Blätter sind fünflappig und schwach gebuchtet (siehe auch den Artikel Blattform). Die Stielbucht ist V-förmig offen. Das Blatt ist spitz gesägt. Die Zähne sind im Vergleich zu anderen Rebsorten mittelweit gesetzt. Im Herbst verfärbt sich das Laub teilweise rötlich.
- Die walzenförmige Traube ist klein bis mittelgroß (im Mittel 135 Gramm), häufig geflügelt und dichtbeerig. Die rundlichen Beeren sind mittelgroß (im Mittel 2,1 Gramm) und von schwarz-blauer Farbe.

Die Sorte reift ca. 20 Tage nach dem Gutedel und gilt somit bereits als spätreifend. Da sie früh austreibt, ist sie bei späten Frühjahrsfrösten gefährdet. Gouget Noir ist eine Varietät der Edlen Weinrebe (Vitis vinifera). Sie besitzt zwittrige Blüten und ist somit selbstfruchtend. Beim Weinbau wird der ökonomische Nachteil vermieden, keinen Ertrag liefernde, männliche Pflanzen anbauen zu müssen.